# جشن سانجا

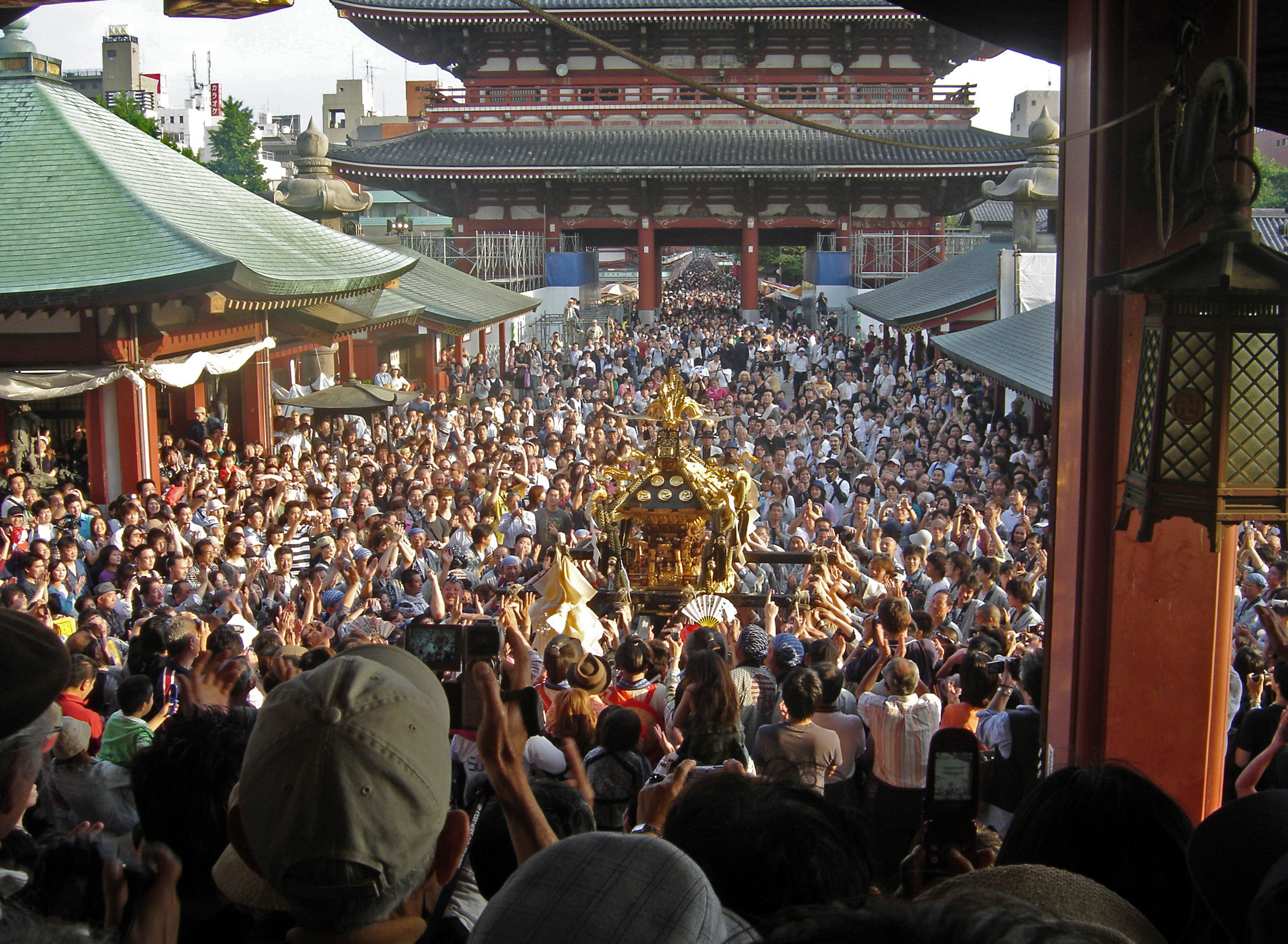
جشن سانجا در معبد آساکوسا.

جشن سانجا (به ژاپنی: 三社祭) یکی از جشن‌های توکیو پایتخت ژاپن است. محل برگزاری این جشن در معبد آساکوسا واقع در آساکوسا، در منطقهٔ تایتو است. این جشن هر ساله در سومین جمعه، شنبه و یکشنبهٔ ماه مه پنجمین ماه سال میلادی، به مدت سه روز برپا می‌شود. برپایی این جشن از دوره ادو و در سال ۱۶۴۹ میلادی آغاز شده و یکی از سه جشن بزرگ شینتو محسوب می‌شود.